# Терюшнова, Ольга Александровна
Ольга Александровна Терюшнова (род. 31 августа 1948) — российская оперная певица (меццо-сопрано). Народная артистка России (2001).

## Биография
Ольга Александровна Терюшнова родилась 31 августа 1948 г. в с. Глухово Ногинского района Московской области
В 1970 г. окончила Музыкальное училище им. М.Ипполитова-Иванова (класс Е. К. Гедевановой)
В 1975 г. окончила Московскую консерваторию (класс Н. И. Суховицыной)
С 1975—2005 солистка Большого театра [ дебют 20 апреля 1975 г. в опере К.Молчанова «Зори здесь тихие» в партии Жени Комельковой - 45 раз ] за 30 лет успешной карьеры на сцене ГАБТа спела 629 спектаклей
Лауреат 1-й премии Международного конкурса музыки и танца им. Д. Виотти (1981, Италия).

## Оперные партии
- «Евгений Онегин» П. И. Чайковского — Ольга ( дебют 15 Марта 1980 г., исполнила более 35 раз; Ленский : Николай Гедда, Алексей Масленников, Владимир Атлантов, Денис Королев, Антон Григорьев; Татьяна : Галина Калинина, Нина Лебедева, Нина Раутио, Елена Зеленская), Филиппьевна
- «Пиковая дама» П. И. Чайковского — Полина, Миловзор ( 27 раз, первое исполнение - 14 февраля 1979 г., Лиза : Тамара Милашкина, Маквала Касрашвили, Нина Лебедева, Нина Раутио, Елена Зеленская); Графиня — 12 раз, дебют - 20.11.1993
- «Иоланта» П. И. Чайковского — Лаура
- «Опричник» П. И. Чайковского — Морозова
- «Каменный гость» А. С. Даргомыжского — Лаура [ 51 раз, первое исполнение — 01.03.1977, Дон Жуан : Владимир Атлантов, Алексей Масленников, Евгений Шапин, Лев Кузнецов ]
- «Русалка» А. С. Даргомыжского — Княгиня
- «Князь Игорь» А. П. Бородина — Кончаковна
- «Борис Годунов» М. П. Мусоргского — Федор, Марина Мнишек ( первое выступление 21 мая 1992 г., 6 раз)

- «Царская невеста» Н. А. Римского-Корсакова — Любаша ( 38 раз, первое выступление — 18.05.1989 г.), Петровна
- «Млада» Н. А. Римского-Корсакова — Лумир, Торговка пряжей
- «Боярыня Вера Шелога» Н. А. Римского-Корсакова — Надежда
- «Обручение в монастыре» С. С. Прокофьева — Клара
- «Семен Котко» С. С. Прокофьева — Фрося
- «Зори здесь тихие» К. В. Молчанова — Женя Комелькова
- «Мертвые души» Р. К. Щедрина — Софья Ивановна, дама просто приятная
- «Аида» Дж. Верди — Амнерис ( 23 раза, премьера - 27 мая 1997 г. )
- «Отелло» Дж. Верди — Эмилия
- «Травиата» Дж. Верди — Флора
- «Дон Карлос» Дж. Верди — Принцесса Эболи ( 5 раз, первое выступление - 20 июня 1984 г.)
- «Трубадур» Дж. Верди — Азучена ( 14 раз, первое выступление - 30 апреля 1993 г.)
- «Бал-маскарад» Дж. Верди — Ульрика
- «Риголетто» Дж. Верди — Маддалена
- «Так поступают все» В. А. Моцарта — Дорабелла (25 раз, премьера - 3 Марта 1978 г.)
- «Свадьба Фигаро» В. А. Моцарта — Керубино
- «Фауст» Ш.Гуно — Зибель
- «Кармен» Ж.Бизе — Кармен
- «Сельская честь» П.Масканьи — Сантуцца ( 10 раз, первое выступление - 18 февраля 1986 г.)
- «Вертер» Ж.Массне — Шарлотта ( 8 раз, первое выступление - 06.11.1986 )
- «Ифигения в Авлиде» К. В. Глюка — Клитемнестра, первое выступление 01.05.1983
- «Золото Рейна» Р.Вагнера — Флосхильда
- «Севильский цирюльник» Дж.Россини — Берта (дебют 29.04.1975); Розина ( дебют 21.03.1981 )

## Награды
- Народная артистка РФ (2001)[1]
- Заслуженная артистка РФ (1995)
- I премия Международного конкурса музыки и танца им. Д. Виотти (1981, Италия).[2]